# Художньо-меморіальний музей Олександра Осмьоркіна
Художньо-меморіальний музей О. О. Осмьоркіна — меморіальний музей, присвячений життю і творчості російського і українського живописця Олександра Олександровича Осмьоркіна, а також художня галерея — зібрання картин митця та його учнів з різних пострадянських країн.

## Загальна інформація
Музей розташований у центрі міста за адресою: вул. Архітектора Паученка, буд. 89, м. Кропивницький-25006, Україна.
Музей працює щодня, крім неділі, із 10.00 до 16.00.
Директор музею — Віта Василівна Чернова.

## Історія закладу
Художньо-меморіальний музей О. О. Осмьоркіна було відкрито в 1994 році.
Музей розташований у будинку, де провів свої дитячі і юнацькі роки видатний художник першої половини ХХ сторіччя Олександр Олександрович Осмьоркін. Будинок, що є пам'яткою архітектури, побудовано в 1899 році в неоросійському стилі за власним проектом архітектора Я. В. Паученка, рідного дядька О. О. Осмьоркіна.
Будинок спершу складався з шести кімнат, інтер'єри їх вирізнялися ліпним і різьбленим декором, які, на жаль, у середині 1950-х років були повністю спотворені.
Активну участь у створенні музею взяла участь вдова художника Надія Георгіївна Осмьоркіна. Будучи архітектором за фахом, вона власноручно розробила проект реконструкції будинку-музею, що припускав, як відновлення початкового зовнішнього вигляду будинку, так і внутрішню перебудову з метою створення експозиційних залів. Н. Г. Осмьоркіна також люб'язно передала музею художні твори майстра, його особисті речі, зокрема, предмети творчої праці художника — мольберт, палітру, етюдник, пензлі тощо.
Низку картин учнів О. О. Осмьоркіна було передано музею в дарунок Російським Фондом культури.
Активна діяльність музею у пропаганді культурної спадщини Кіровоградщини і мистецтва в цілому була неодноразово відзначена грамотами й різними відзнаками.

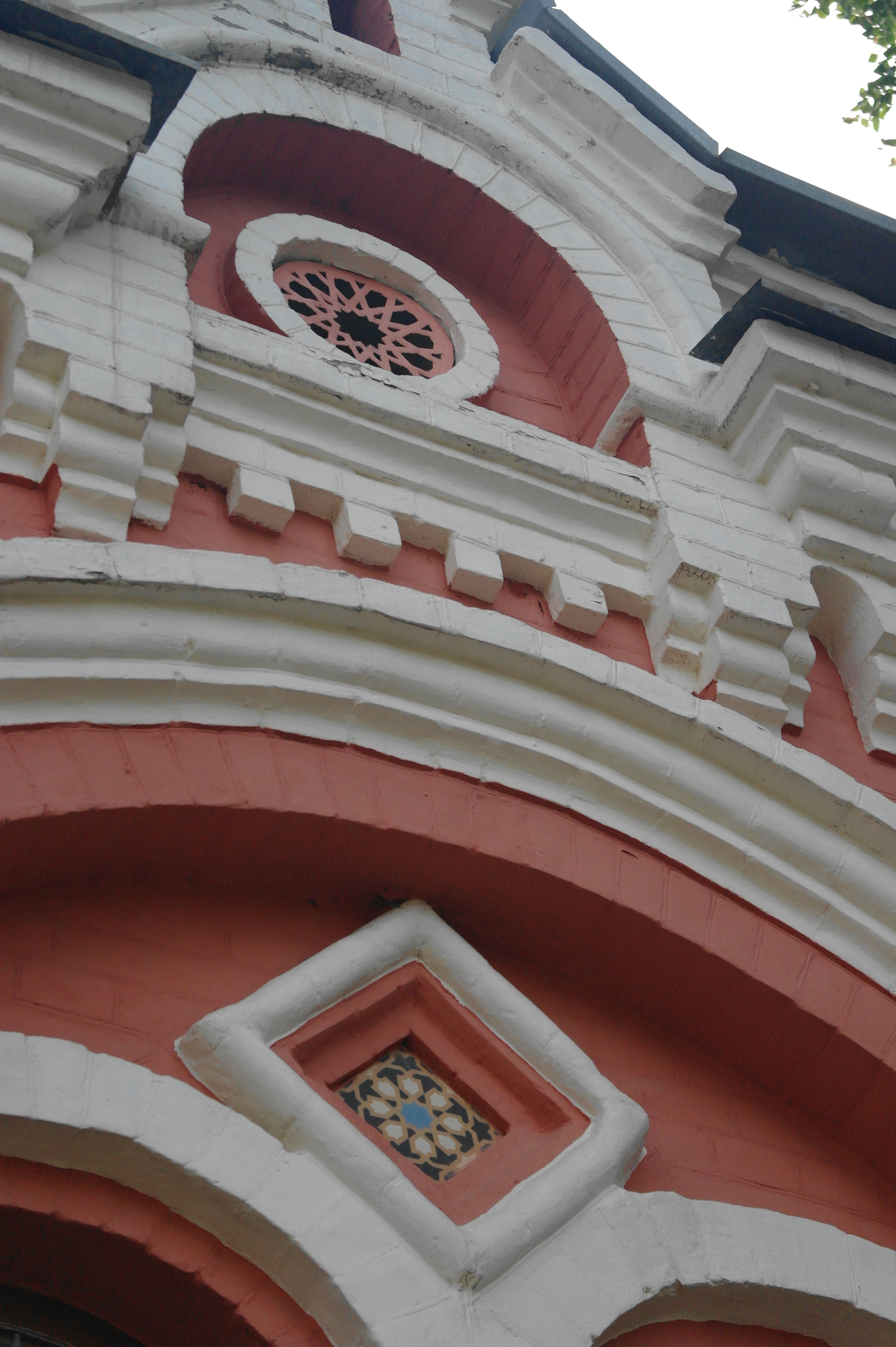
Елементи екстер'єру
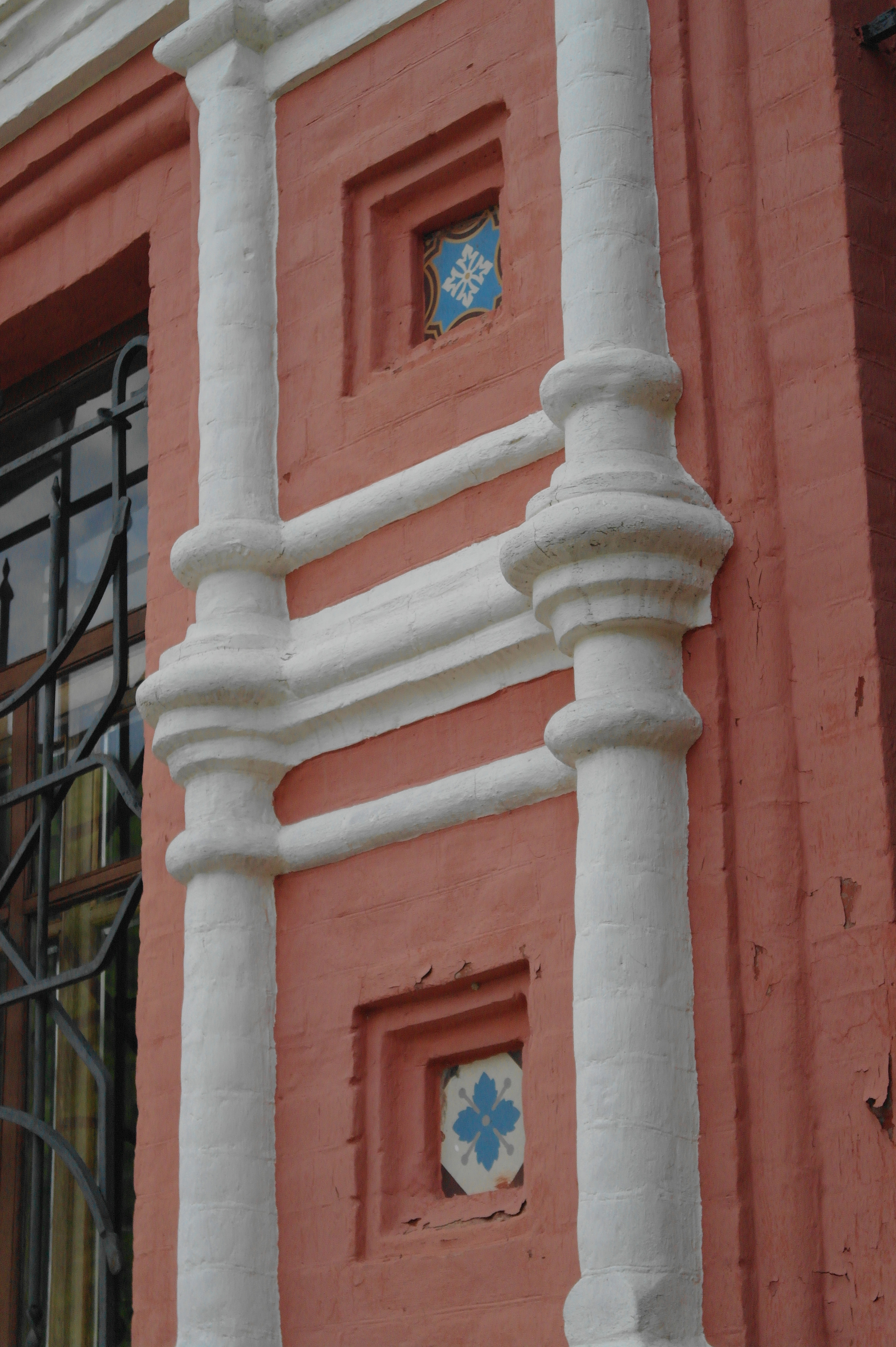
Елементи екстер'єру
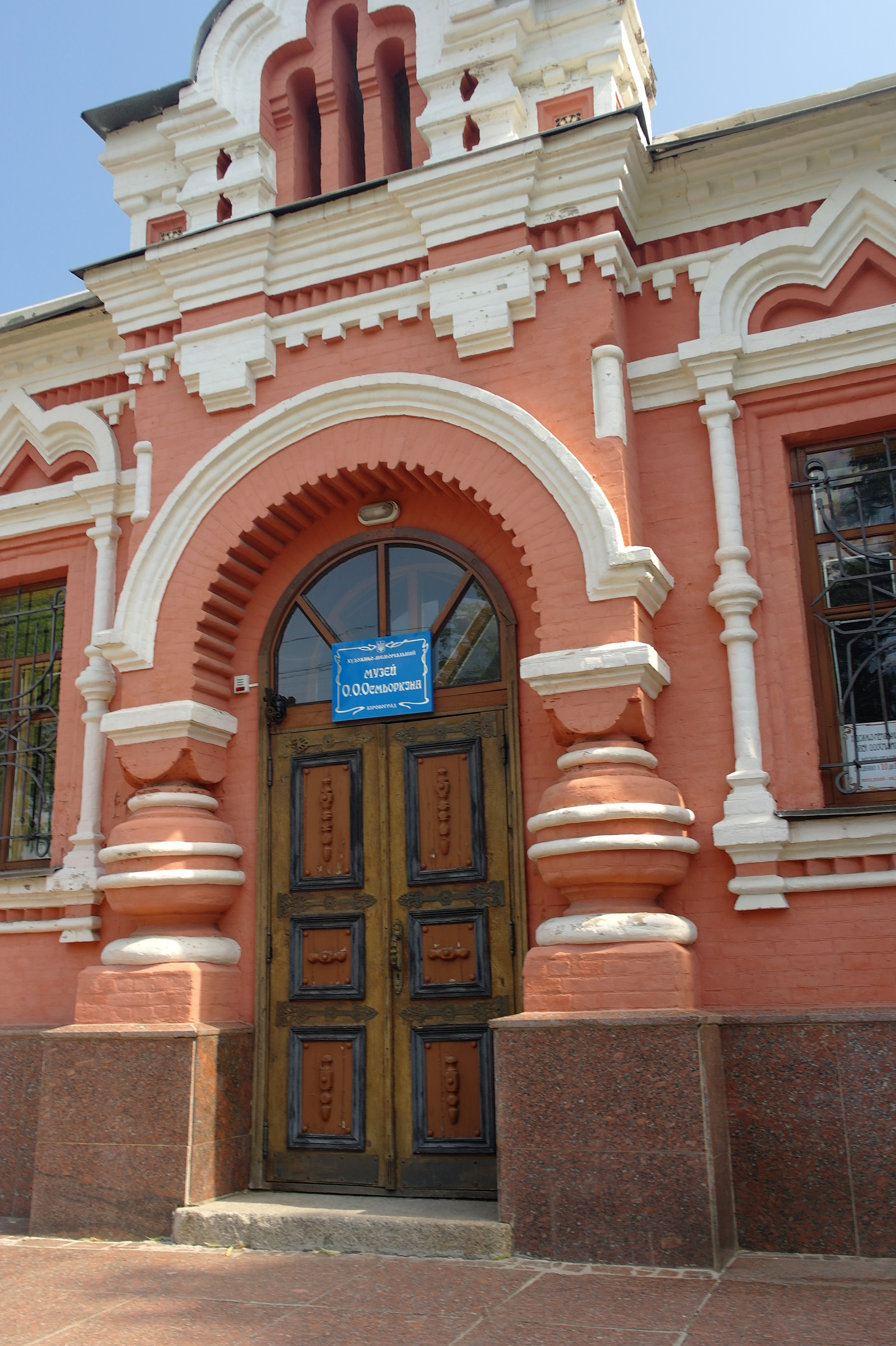
Вхід
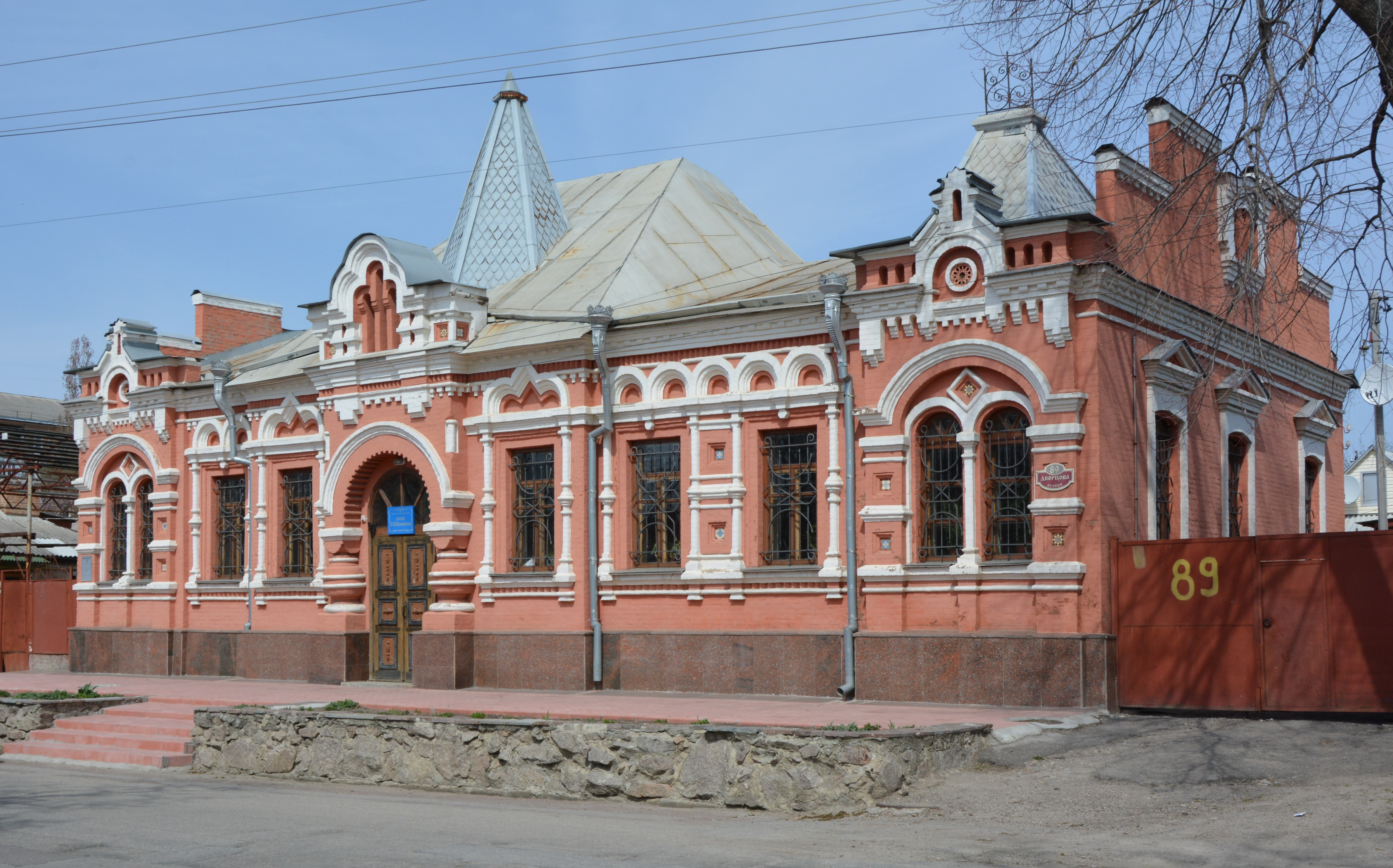
Вид із іншого боку вулиці (квітень 2015)

## Експозиція та діяльність закладу
Експозиція Художньо-меморіального музею О. О. Осмьоркіна розміщена у трьох залах.
Великий зал пропонує відвідувачам познайомитися з життям і творчістю О. О. Осмьоркіна. У вітринах подані фотографії, документи, особисті речі, предмети з творчої майстерні, меморіальні речі з будинку Паученків-Осмьоркіних. Але особливу увагу привертають художні роботи майстра. Вони подають всі улюблені жанри, у яких працював художник. Це — портрети, пейзажі, натюрморти. Найбільш яскраво подано в експозиції творчість художника 1930—1940-х років, а також прекрасні твори останніх років життя майстра.
У двох малих залах експонуються твори художників з різних пострадянських держав — учнів О. О. Осмьоркіна. Це полотна — натюрморти Е. А. Асламазян, М. П. Кончаловського, Р. М. Зелінської, І. І. Вітман, Г. В. Павловського, колоритні пейзажі Є. Є. Моісеєнка, В. Ф. Подковиріна, М. П. Тетеріна, характерні портрети О. Ю. Нікича, Я. М. Хаїмова, Є. Є. Лещинської.
Музей організує виставки своїх колекцій, сучасного мистецтва, дитячої творчості; проводить екскурсії, читає лекції; влаштовує концерти камерної музики, творчі зустрічі.